# Alexandrovův soubor písní a tanců

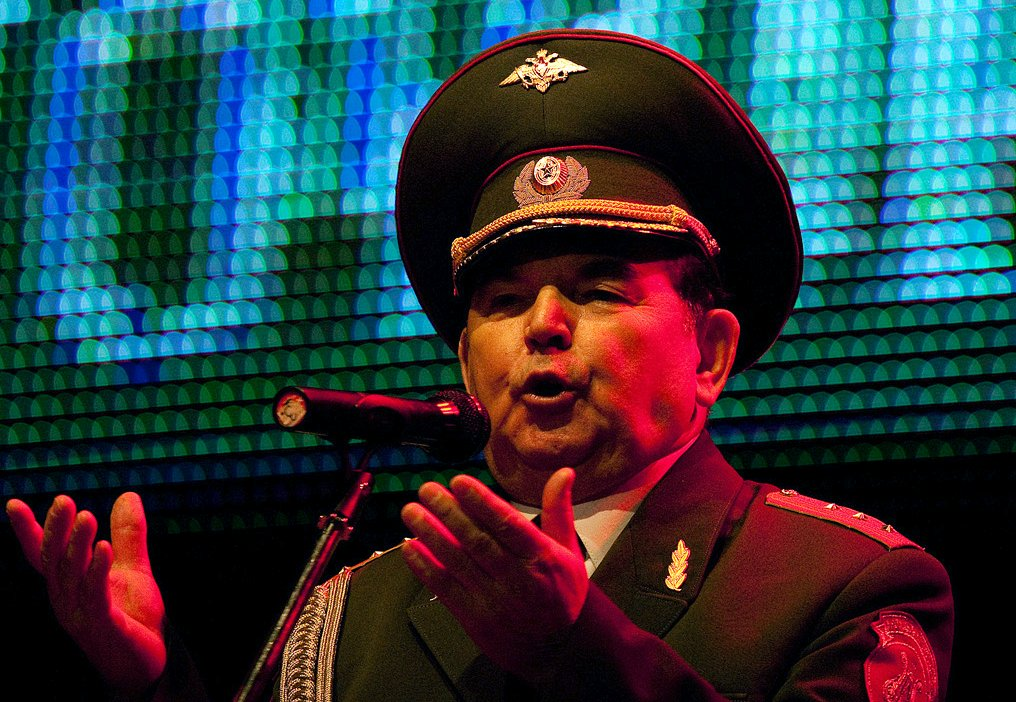
Vasilij Štefuca

Alexandrovův soubor písní a tanců, plným současným oficiálním názvem Akademický soubor písní a tanců Ruské armády A. V. Alexandrova (rusky Академический ансамбль песни и пляски Российской Армии имени А. В. Александрова), více však známý jako Alexandrovci, je pěvecký a taneční soubor, který byl oficiálním armádním uměleckým souborem Rudé armády bývalého Sovětského svazu (nyní Ruské armády Ruské federace). Jeho členové jsou výhradně muži, vybíraní ve velmi přísných konkursech. Jejich představení se skládají jak z ruských národních či zlidovělých písní (např. Kaťuša a Kalinka), tak církevních skladeb (např. Ave Maria), ale provozují i moderní hudbu. Po rozpadu Sovětského svazu vystupovali mj. před církevními hodnostáři jak v Rusku, tak v zahraničí, dokonce i před papežem Janem Pavlem II. Zpívali také na koncertech se známou finskou hudební skupinou Leningrad Cowboys.
Na rozdíl od mnoha jiných souborů je jejich obvykle čtyřhlasý zpěv založen více na basových a barytonových hlasech než na tenorech. Tenor se většinou při jejich vystoupeních vůbec neprosadí.

## Historie
Soubor oficiálně zahájil svoji činnost vystoupením v Ústředním domě Rudé armády v Moskvě 12. října 1928 pod názvem Soubor rudoarmějské písně (Ансамбль красноармейской песни). Na počátku měl jen dvanáct členů – osm zpěváků, dva tanečníky, jednoho harmonikáře a jednoho recitátora – a vedl jej pozdější národní umělec SSSR Alexandr Vasiljevič Alexandrov, tehdy mladý profesor hudby z Moskevské konzervatoře. Soubor se později rozrostl až k zhruba dvěma stovkám členů. V průběhu 2. světové války se rozdělil na čtyři skupiny, které uskutečnily při odjezdech vojáků na frontu i přímo na frontách a v nemocnicích přes 1 500 vystoupení.
V roce 1946 se po smrti zakladatele jeho jméno dostalo i oficiálně do názvu souboru. Jeho vedení převzal po svém otci Boris Alexandrovič Alexandrov. Se souborem vystupoval po celém světě až do roku 1986, kdy odešel v hodnosti generálmajora do důchodu. Po něm vedení Alexandrovců převzal v roce 1994 jako umělecký vedoucí a dirigent nejprve Viktor Alexejevič Fjodorov, kterého po jeho smrti v roce 2002 nahradil současný hlavní dirigent Vjačeslav Korobko. Provozním ředitelem souboru je Viktor Kadinov, hlavním sbormistrem Jurij Uchov.
V roce 2007 byl založen pěvecký soubor Mladí Alexandrovci, který měl své první vystoupení na zimním stadionu v Jihlavě 13. června 2009.

## Havárie letadla
25. prosince 2016 ráno se po mezipřistání v Soči zřítilo do Černého moře několik kilometrů od břehu ruské letadlo Tu-154 na trase z Moskvy na ruskou vojenskou základnu v syrské Latákii s 92 lidmi na palubě, z čehož 64 cestujících byli členové pěvecké části sboru. Leteckou havárii pravděpodobně nikdo z letadla nepřežil. Až na tři sólisty, Vadima Anaňjeva, Valerije Gavvu a Borise Ďjakova, kteří se zbytkem složení necestovali, pěvecká část sboru Alexandrovců (nejvýznamnější spolu s orchestrální) tragédií zanikla.
Soubor v době letecké tragédie měl 186 členů včetně devíti sólistů a 64 zpěváků mužského sboru, 38 členů orchestru a 35 tanečníků a tanečnic.
Část zahynuvších umělců byla dne 16. ledna 2017 pohřbena s vojenskými poctami na Federálním vojenském pamětním hřbitově v Moskvě. Soubor však nezanikl, byl doplněn a obnoven.

## Koncerty v Československu a v České republice
Poprvé vystupovali v Československu v roce 1937; do Prahy přijeli z Paříže, kde absolvovali několik úspěšných koncertů. Dne 27. září navštívili Lány, zazpívali u hrobu T. G. Masaryka a položili na něj věnec s nápisem Presidentu Osvoboditeli Československé republiky od sboru Rudé Armády pro píseň a tanec, poctěného řádem Rudého praporu SSSR. Jejich první koncert v Praze se konal 28. září 1937 ve Smetanově síni Obecního domu, pak následovala vystoupení v Lucerně.
Po stránce obsahové nutno na jeho program vzít ruské měřítko, podle něhož sovětské sborové vojenské kapely podobně jako naše vojenské hudby mají širší výchovné poslání a slouží k ušlechtilé zábavě širokých vrstev. Proto jsou na programu hlavně ruské lidové písně, nejpopulárnější úryvky světové hudby umělecké a lidový tanec. Na čem však tu hlavně záleží, je způsob provedení, kterým podání sovětských umělců je překvapující ukázkou ukázněnosti i kolektivního talentu. Pod vedením lidového umělce sovětského Svazu a profesora moskevské konservatoře A. V. Alexandrova projevuje se masa bezmála dvou set umělců jako jedno tělo a jeden duch. Sbor dýchá a zpívá v naprostém souladu a každý je v něm pravým umělcem a sólistou, ať je to zpěvák, hráč na trumpetu nebo harmoniku, či tanečník. Tito pak jsou pravými akrobaty a vír jejich národních tanců budí dojem božského třeštění. O vynikající výkon sboru má hlavní zásluhu vůdce sboru Alexandrov, který je mistrem ve vytvářeni sugestivních nálad, ať jde o vlastní drobné komposice či působivě, ba rafinovaně připravenou reprodukci. Výkony sboru byly přijímány s obrovským nadšením naplněné Smetanovy síně a nebylo snad čísla, které by Alexandrov nebyl nucen opakovat.
Lidové noviny, 30. září 1937
Podruhé přijeli do Československa v roce 1946 a následovalo mnoho dalších návštěv. Nadšeného přijetí se jim dostalo v neděli 24. dubna 1955, když přijeli vlakem do Košic k oslavám desátého výročí osvobození Československa Sovětskou armádou. Na stanicích, kudy vlak projížděl, je vítali zaměstnanci ČSD, obyvatelé přilehlých obcí i mládež. I po roce 1989 měli Alexandrovci v České republice své publikum. Po ruské anexi Krymu však sílily hlasy aktivistů, kteří proti jejich koncertům protestovali.
Alexandrovci? To je trapná parta zpívajících vojáků, to není umělecké těleso, ale propagandistické těleso dříve Sovětského svazu a nyní Ruska. Jenže Rusko poslední dobou začíná mít podobnou politiku jako kdysi Sovětský svaz – stejným způsobem se propagují, je to přehlídka síly. (…) Ale jedno vím stoprocentně – Alexandrovci se nedají považovat za umění. Možná, že jsou řemeslně pěkně vycepovaní, vycvičení a mají tzv. profesionální vedení, ale požadavek na umění je jakási reflexe skutečnosti. Ovšem tohle je takový kýč, který přemalovává skutečnost.
Jaroslav Hutka
V roce 2022 měli Alexandrovci vystoupit v Praze a v Karlových Varech. Vzhledem k ruské invazi na Ukrajinu však pořadatelé toto jejich turné zrušili.